# Dieta de Atkins
A Dieta Atkins é uma dieta originalmente desenvolvida pelo cardiologista americano Robert Atkins nos anos 60 e publicado originalmente em livro em 1972 como A Dieta Revolucionária do Dr. Atkins e revisada em 1992 como A Nova Dieta Revolucionária do Dr. Atkins. Além dos livros originais, Atkins publicou muitos outros e criou um centro de tratamento para obesos em Nova York onde também conduziu uma industria de suplementos alimentares. Apesar de falecido, seus negócios ainda funcionam sob coordenação de sua viúva, Veronica Atkins.

## Fundamentos
A dieta consiste basicamente em reduzir drasticamente a ingestão de carboidratos da alimentação, sendo que 98% das calorias diárias ingeridas consistem em proteínas e gorduras animais. Ao iniciar a dieta, ocorre, segundo Atkins, um processo de modificação no metabolismo do corpo que começa a usar a gordura corporal como energia ao invés de carboidratos, assim como na Dieta Cetogênica. Nesse processo, também conhecido como cetose, o corpo é induzido a não sentir fome, já que não há limite para o consumo de calorias. Atkins recomenda que se coma até se sentir suficientemente satisfeito mas sem se sentir "empanturrado ". Isso permite o controle da compulsão alimentar além de induzir o emagrecimento.

## Origem
Nos anos 60, Atkins pesquisou a alimentação dos Esquimós e se surpreendeu ao constatar que esses povos tinham alta expectativa de vida, sem indícios de doenças coronárias e vasculares (próprias da obesidade e do suposto consumo de carne vermelha e gorduras) e energia suficiente para caçar e sobreviver em baixíssimas temperaturas. Os Esquimós não consomem carboidratos e a sua alimentação é baseada na ingestão de proteína e gordura animal (peixes, leões marinhos, ursos polares).
Intrigado, Atkins resolveu investigar a história e o registo de doenças coronárias no ocidente e descobriu que elas surgiram no final do século XIX com a introdução do açúcar em bebidas e com o aumento gradativo do consumo de açúcar no século XX. Para Atkins, o açúcar seria o verdadeiro culpado pela obesidade e o surgimento de doenças coronárias e vasculares. Segundo ele, mesmo comendo banha animal em alta quantidade não houve nos séculos anteriores registros destas doenças em humanos.
Mas isso não era o suficiente para Atkins, pois as dietas na época já propunham a redução do açúcar (e da gordura) da alimentação. O grande mistério era como essas dietas tinham um alto índice de fracasso, porque não conseguiam deter a compulsão alimentar. As pessoas acabavam abandonando as dietas e engordavam ainda mais depois. Para Atkins, ao retirar e/ou restringir a gordura e proteínas de origem animal, essas dietas enfraqueciam as pessoas que se queixavam de tonturas, falta de energia e de incentivo para continuar. A partir daí Atkins formulou sua dieta, de forma a maximizar a perda de gordura e peso e obter o controle sobre a compulsão alimentar.

## Etapas

### Indução à cetose
Num período de 15 dias, a alimentação não pode ultrapassar a ingestão diária de 20g de carboidratos. A dieta é restrita a proteínas animais, ovos, peixes, frutos do mar. Esse período é recomendado para induzir o metabolismo à cetose e prepará-lo para a fase mais prolongada da dieta. Lembrando que também é recomendado, em alguns casos, se manter nesta etapa até que o peso a reduzir seja inferior a 16 kg. Abaixo deste peso a perder, recomenda-se passar para a próxima etapa, caso contrário, o ideal é 15 dias de indução, 2 dias comendo normalmente carboidratos (sem exageros) e voltar para mais 15 dias de indução e assim até que a perda chegue a menos dos 16 kg.

### Perda de peso continuada - PPC
Esta etapa é o período mais longo e que vai proporcionar o emagrecimento, Atkins introduz queijos amarelos, creme de leite e alguns tipos de nozes com moderação. Atkins sugere uma maior ingestão de verduras. Aconselha a evitar cafeína e aspartame (café, coca-cola zero).

### Pré-manutenção
Quando o peso desejado for atingido, o limite de carboidratos sobe para 100g o que permite comer pães e leguminosas. O objetivo deste  período é preparar a pessoa para a manutenção.

### Manutenção
No período final, a pessoa vai encontrar um ponto de equilíbrio de quanto pode ingerir de carboidratos, esse valor varia de 200g a 500g. Atkins recomenda a vigilância mensal do peso, e sugere que mais carboidratos poderão ser ingeridos com a prática de exercícios físicos.

## Vitaminas e sais minerais
A ingestão de multivitamínicos é essencial para o sucesso da dieta. Atkins sugere multivitamínicos de alta potência e selénio.

## Críticas
Contrariando a moderna nutrição e a consensual e estabelecida pirâmide alimentar, Atkins foi duramente criticado - por décadas - por instituições médicas e alimentares. Segundo uma entrevista dada a Larry King na CNN, Atkins declarou que sua dieta não afrontava outras dietas sem pesquisa científica (ele cita inúmeras pesquisas em seus livros) mas sim a indústria alimentar que investiu em pesado lobby contra sua dieta. "Os fabricantes de lixo alimentar me odeiam" declarou ele, referindo-se aos fabricantes de guloseimas e biscoitos.
A dieta passou por várias fases de popularidade na sua publicação em 1972, na reedição em 1992 e no início dos anos 2000. Atkins sempre perguntou a seus críticos:
| “ | "Por que suas dietas não estão emagrecendo os americanos, pelo contrário, os índices de obesidade cresceram nos Estados Unidos em níveis inimagináveis. Onde está o sucesso de suas dietas e por que elas fracassam?" | ” |

A dieta também foi muito criticada nos círculos de medicina por recomendar ingestão de gorduras saturadas de origem animal e reduzir radicalmente a ingestão de carboidratos especialmente os de índice glicêmico alto. As Associações Médicas recomendavam não fazer a dieta. Entretanto, os negócios de Atkins prosperavam. No final dos anos 80 foi inaugurado o Atkins Center em Nova York onde ele reuniu dezenas de médicos, nutricionistas e cientistas que o apoiavam e conduziam pacientes ao processo de execução da dieta.
Em 2003 alguns médicos resolveram pela primeira vez fazer um estudo controlado da dieta em comparação as tradicionais dietas recomendadas pelas associações médicas (altas em Carboidratos e baixas em gorduras e calorias) e surpreendentemente a dieta se saiu melhor em desempenho não somente em relação a redução de peso, mas também em relação a redução de gordura corporal (percentagem) e melhoras em perfis de lípidos sanguíneos e glicêmicos basicamente em todos os grupos estudados. Novos estudos têm sido feitos em relação as dietas baixas em carboidratos e os resultados sempre se mostram mais favoráveis em desempenho em relação a perda de peso / gordura e melhora de perfis sanguíneos.[carece de fontes?]
A Dieta Atkins recentemente ganhou algumas "irmãs" entre as dietas baixas em carboidrato, sendo as dietas de South Beach, Protein Power e The Zone, Dukan entre outras.